# Championnat du Bénin de football 2009-2010
Navigation
Édition précédente Édition 2011-2012
La saison 2009-2010 du Championnat du Bénin de football est la trente-deuxième édition de la Première Division, le championnat national de première division au Bénin. Les quatorze équipes engagées sont regroupées au sein d'une poule unique où elles s'affrontent à deux reprises au cours de la saison. À l'issue du championnat, les deux derniers du classement final sont relégués et remplacés par les deux meilleurs clubs de Deuxième Division.
C'est l'ASPA Cotonou qui remporte la compétition cette saison après avoir terminé en tête du classement, avec un seul point d'avance sur les Buffles du Borgou et deux sur l'USS Kraké. C'est le tout premier titre de champion du Bénin de l'histoire du club.

## Participants
- AS Dragons de l'Ouémé
- Mogas 90 FC
- Requins de l'Atlantique FC
- Soleil FC
- Dynamo FC Abomey
- Panthères de Djougou
- Dynamo FC Parakou
- Avrankou Omnisport
- Mambas Noirs FC
- ASPA Cotonou
- AS Tonnerre de Bohicon
- Buffles du Borgou
- USS Kraké
- Espoir de Savalou FC

## Compétition

### Classement
Le classement est établi sur le barème de points suivant : victoire à 3 points, match nul à 1, défaite à 0.
| Rang | Équipe                     | Pts | J  | G  | N  | P  | Bp | Bc | Diff |
| ---- | -------------------------- | --- | -- | -- | -- | -- | -- | -- | ---- |
| 1    | ASPA Cotonou               | 45  | 26 | 12 | 9  | 5  | 40 | 19 | +21  |
| 2    | Buffles du Borgou          | 44  | 26 | 12 | 8  | 6  | 28 | 19 | +9   |
| 3    | USS Kraké                  | 43  | 26 | 12 | 7  | 7  | 27 | 22 | +5   |
| 4    | AS Tonnerre de BohiconT    | 38  | 26 | 8  | 14 | 4  | 23 | 14 | +9   |
| 5    | AS Dragons de l'Ouémé      | 38  | 26 | 9  | 11 | 6  | 32 | 25 | +7   |
| 6    | Requins de l'Atlantique FC | 35  | 26 | 10 | 5  | 11 | 43 | 41 | +2   |
| 7    | Mambas Noirs FC            | 35  | 26 | 9  | 8  | 9  | 23 | 27 | -4   |
| 8    | Panthères de Djougou       | 34  | 26 | 8  | 10 | 8  | 22 | 21 | +1   |
| 9    | Avrankou Omnisport         | 33  | 26 | 9  | 6  | 11 | 21 | 26 | -5   |
| 10   | Mogas 90 FC                | 32  | 26 | 8  | 8  | 10 | 27 | 26 | +1   |
| 11   | Dynamo FC Abomey           | 28  | 26 | 5  | 13 | 8  | 14 | 24 | -10  |
| 12   | Soleil FC                  | 28  | 26 | 8  | 4  | 14 | 23 | 35 | -12  |
| 13   | Dynamo de Parakou          | 26  | 26 | 6  | 8  | 12 | 17 | 28 | -11  |
| 14   | Espoir de Savalou FC       | 26  | 26 | 5  | 11 | 10 | 20 | 33 | -13  |

|  | Qualification pour la Ligue des champions de la CAF 2011                              |
|  | Qualification pour la Coupe de la confédération 2011                                  |
|  | Relégation directe en Deuxième Division                                               |
|  | T : Tenant du titre C : Vainqueur de la Coupe du Bénin P : Promu de Deuxième Division |

## Bilan de la saison
| Championnat du Bénin de football 2009-2010 |                          |
| Champion                                   | ASPA Cotonou (1er titre) |
| Coupes et trophées                         |                          |
| Vainqueur de la Coupe du Bénin 2009-2010   | Inconnu                  |
| Qualifications continentales               |                          |
| Ligue des champions de la CAF 2011         | ASPA Cotonou             |
| Coupe de la confédération 2011             | USS Kraké                |
| Promotions et relégations                  |                          |
| Promus en Première Division                | CIFAS-Bénin              |
| Promus en Première Division                | JA Plateau               |
| Relégués en Deuxième Division              | Dynamo de Parakou        |
| Relégués en Deuxième Division              | Espoir de Savalou FC     |